# Lenkkopf

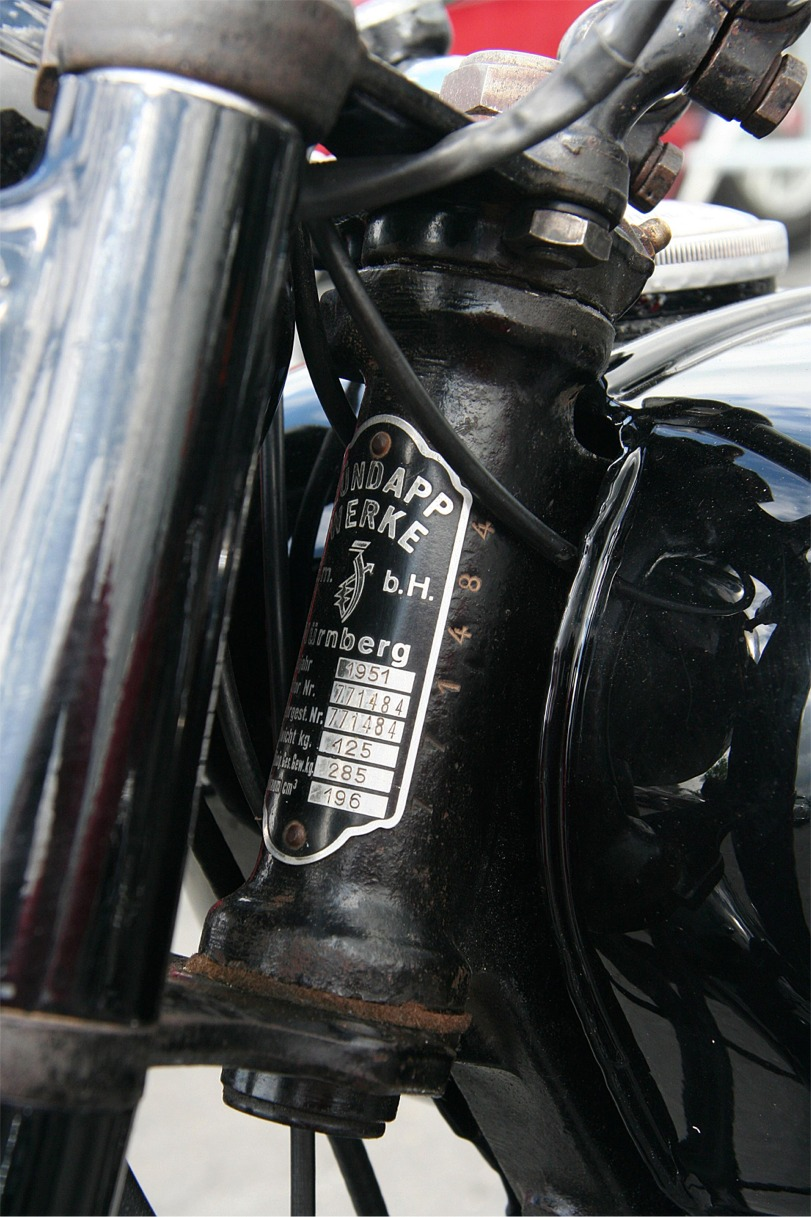
Lenkkopf einer Zündapp DB 201

Der Lenkkopf oder Steuerkopf ist der hoch belastete Teil des Fahrgestells eines Zweirads oder Trikes, in dem mit zwei Wälzlagern die Gabel geführt wird und drehbar gelagert ist. Er bildet die Lagerstelle zum Lenken beziehungsweise das feste Rohr zum Aufbau dieser Lagerung.
Ein dickes kurzes Rohr (Lenkrohr) mit bearbeiteter oberer und unterer Lagerstelle wird nahezu senkrecht, mit leichter Neigung von ca. 70 Grad in der Seitenansicht, an den Rahmen geschweißt, dann mit den Lenkkopflagern bestückt und mit der Gabel zur Radführung versehen.
Ein Lenkkopf muss präzise bearbeitet sein, d. h. mechanisch genau gearbeitet und stabil in präziser Lage eingeschweißt werden, weil von seiner guten Konstruktion und Fertigung die Sicherheit der Nutzer abhängt.
Als komplexestes Teil des Rahmens trägt der Lenkkopf bei Motorrädern oftmals die Fahrgestellnummer und „vor Kopf“ (hier im Wortsinne) auch das Typenschild.
Es existieren alternative Konstruktionen, die entweder ohne Lenkkopf auskommen (zum Beispiel Radnabenlenkung) oder aber den Lenkkopf nur für die geringeren Kräfte der Lenkbewegung selbst vorsehen, nicht jedoch für die krafttragende Verbindung zwischen Vorder- und Hinterrad  (Achsschenkellenkung von Yamaha).
Lenkergewichte dienen der Reduzierung von Eigenschwingungen.

## Betriebssicherheit
Die einwandfreie Funktion des Lenkkopfes ist für die Fahrsicherheit ähnlich bedeutend wie bei mehrspurigen Fahrzeugen die Funktion der gesamten Vorderachse. Typische Schwachstellen sind Bestandteil von Sicherheitsüberprüfungen wie der Hauptuntersuchung und regelmäßiger Funktionsprüfungen:
- Lager schwergängig (durch Rost, Schmutz, mangelnde Schmierung oder zu feste Verschraubung): Lenkmanöver können am nötigen Kraftaufwand scheitern, in Extremfällen kann die Lenkung blockieren, ein Sturz ist die Folge.
- Radiales Lagerspiel: Die Gabel „flattert“, bei höheren Geschwindigkeiten ist das Fahrzeug nicht mehr kontrollierbar.
- Axiales Lagerspiel: Beim Bremsen bewegt sich das Lager in axialer Richtung („schlägt“). Dadurch entstehen Druckstellen. Durch die Ausführung üblicher Lenkkopflager als Schrägwälzlager entsteht außerdem allmählich radiales Spiel.
- Druckstellen: Die Kugeln oder Nadeln der Lager haben in der Mittellage Löcher in die Lagerringe gedrückt („Knacken“ beim Drehen des Lenkers). Durch diese Druckstellen entsteht radiales sowie axiales Lagerspiel oder Widerstand beim Drehen des Lenkers.